# Peptalk (De Staat)
Peptalk is een nummer van de Nederlandse rockband De Staat uit 2015. Het is de eerste single van hun vierde studioalbum O.
Op "Peptalk" horen we het herkenbare geluid van De Staat met hoekige ritmes en riffs, een snerpende gitaarsolo en een opgewekte synthesizer. Het nummer kreeg veel airplay op voornamelijk NPO 3FM, maar wist desondanks niet in de Nederlandse Top 40 of Tipparade te geraken. Vandaag de dag wordt het nummer nog regelmatig gedraaid door radiostations met alternatieve muziek.

## Tracklijst
- Muziekdownload

1. "Peptalk" - 3:58